# Szemölcsös disznó
A szemölcsös disznó (Sus bucculentus) az emlősök (Mammalia) osztályának párosujjú patások (Artiodactyla) rendjébe, ezen belül a disznófélék (Suidae) családjába és a Suinae alcsaládjába tartozó faj.

## Előfordulása
A szemölcsös disznó előfordulási területe Délkelet-Ázsiában van. Csak két országban található meg: Laoszban és Vietnámban. 1995-ig kihaltnak vélték, aztán abban az évben megöltek egy példányt a laoszi Annamite-hegységben. A koponyája alapján megállapították, hogy szemölcsös disznóról van szó.

## Rendszertani besorolása
Az újabb vizsgálatok szerint a szemölcsös disznó meglehet, hogy azonos az indokínai Mekong folyó keleti partjain élő vaddisznóval (Sus scrofa). Ha ez igaz, és tudományosan is alátámasztják, akkor a szemölcsös disznó nem egyéb, mint a vaddisznó egyik változata.

### Fordítás
- Ez a szócikk részben vagy egészben  a   Heude's pig című angol Wikipédia-szócikk ezen változatának fordításán alapul.  Az eredeti cikk szerkesztőit annak laptörténete sorolja fel. Ez a jelzés csupán a megfogalmazás eredetét és a szerzői jogokat jelzi, nem szolgál a cikkben szereplő információk forrásmegjelöléseként.